# Afrikaanse waterral
De Afrikaanse waterral (Rallus caerulescens) is een vogel uit de familie van de rallen (Rallidae).

## Verspreiding en leefgebied
De soort komt voor in oostelijk, zuidelijk-centraal, zuidoostelijk en zuidelijk Afrika.